# Formalismus (Mathematik)
Der Formalismus ist eine von David Hilbert gegründete Schulrichtung in der Philosophie der Mathematik bzgl. der Grundlagen der Mathematik.
Zentral ist dabei die Frage, wie eine mathematische Folgerung oder Implikation aufzufassen ist. Das Anliegen bestand darin, allein von der Form her die Vollständigkeit und Widerspruchsfreiheit der Axiomensysteme der Mathematik zu beweisen.
In den 1920er Jahren stand der Formalismus (Göttinger Mathematiker) im Grundlagenstreit der Mathematik dem Intuitionismus (Brouwer und Berliner Mathematiker) und dem Logizismus (Gottlob Frege und Bertrand Russell) gegenüber.
Als der Gödelsche Unvollständigkeitssatz zeigte, dass es kein Axiomensystem gibt, welches der formalistischen Aufgabenstellung (Hilbertprogramm) genügt, erlitt der Formalismus eine schwere Niederlage. Andererseits kann man sagen, dass heute fast alle Mathematiker formalistische Axiomatiker sind.